# Samu Haber
Samu Aleksi Haber (ur. 2 kwietnia 1976 w Helsinkach) – fiński wokalista, kompozytor, autor tekstów utworów i gitarzysta zespołu muzycznego Sunrise Avenue.

## Życiorys
Samu Haber urodził się i dorastał w Helsinkach. Jego ojciec jest z pochodzenia Niemcem a matka Finką. W kraju rodzinnym ojca dał się poznać jako juror i trener wokalny w programie The Voice of Germany. W programie tym występował w trzecim sezonie w 2013 roku i w czwartym w 2014 roku. W maju 2015 roku podjął decyzję o odejściu z programu, jednak w 2016 roku wrócił do niego. W 2017 roku Natia Todua reprezentująca zespół Samu Habera wygrała siódmą edycję The Voice of Germany.

## Muzyka
W 2006 roku zespół wydał pierwszą płytę, On the Way to Wonderland. Następnie w 2009 roku pojawił się kolejny album zatytułowany „Popgasm” z hitami takimi, jak: „Welcome to my life”, „The whole story” czy „Not again”. Kolejnym sukcesem okazał się trzeci album „Out of style”, który przyniósł dużą popularność nie tylko Samu, ale i całemu zespołowi Sunrise Avenue. Zawdzięcza się to głównie piosence „Hollywood hills”, która nie raz była nucona na ulicach wielu krajów. Odniosła ona też bardzo duży sukces radiowy.
Po drodze powstała także płyta Acoustic Tour 2010, na której znajdują się utwory takie, jak: „Diamonds”, „Forever Yours”, „Welcome To My Life”, „Fairytale Gone Bad” czy „The Whole Story” w wersji akustycznej.
Dostępne są również single: „Hollywood Hills”, „Happiness EP”, „Welcome To My Life”, „Not Again”, „The Whole Story”, „Choose To Be Me” oraz „Heal Me”.

## Filmografia
- „Somebody Help Me” (film krótkometrażowy, 2012, muzyka)[4]